# وانتايم
1 تي واي إم (원타임، تلفظ "وان تايم") هي فرقة هيب هوب كوري من خمسة أعضاء. وهم أه جن هوان (오진환)، باك هونغ جون (박홍준، يعرف كذلك بي تيدي بارك)، سونغ بايك كيونغ (송백경)، و إم تايبن (임태빈، يعرف كذلك بي داني). القائد تيدي والمغني الرئيسي داني (تايبن) نشأوا  في الولايات المتحدة وانتقلوا إلى كوريا الجنوبية حيث تم قبولهم تحت إدارة واي جي إنترتينمنت. وهما يعرفان بعضهما البعض ولاحقا تقابل أه جن هوان وسونغ بايك كيونغ خلال أيام تدريبهم، في محاولة الظهور كفرقة 1 تي واي إم.

## أعضاء
- تيدي بارك - القائد، رابر رئيسي
- Danny Im - مغني رئيسي
- وانتايم - رابر رئيسي
- وانتايم - رابر رئيسي r[2]

## وصلات خارجية
- وانتايم على موقع ميوزك برينز (الإنجليزية)
- وانتايم على موقع ديسكوغز (الإنجليزية)

- الموقع الرسمي لوانتايم (كورية)